# Нотре Дејм (Индијана)
Нотре Дејм (енгл. Notre Dame) насељено је место без административног статуса у америчкој савезној држави Индијана.

## Демографија
По попису из 2010. године број становника је 5.973.
| Група             | 2000.    | 2010.         |
| Белци             | 0 (0,0%) | 4.581 (76,7%) |
| Афроамериканци    | 0 (0,0%) | 167 (2,8%)    |
| Азијати           | 0 (0,0%) | 441 (7,4%)    |
| Хиспаноамериканци | 0 (0,0%) | 589 (9,9%)    |
| Укупно            | 0        | 5.973         |